# 天主教鲁比亚塔巴-莫扎兰迪亚教区
天主教魯比亞塔巴-莫扎蘭迪亞教區（拉丁語：Dioecesis Rubiatabensis-Mozarlandensis），是巴西一個天主教教區，位於戈亞斯州西北部十二市，屬戈亞尼亞總教區。
1966年10月11日設魯比亞塔巴自治監督區，1979年4月18日易名，同年10月16日升為教區。2010年有教友90,500人，佔總人口74.0%。有十四個堂區、司鐸十六人。現任教區主教為阿代爾·若瑟·吉馬良斯。